# ليون فريديريك
ليون فريديريك هو رسام بلجيكي، ولد في 26 أغسطس 1865 في إيكسل في بلجيكا، وتوفي في 7 يوليو 1940 في شيربيك في بلجيكا.

## معرض صور

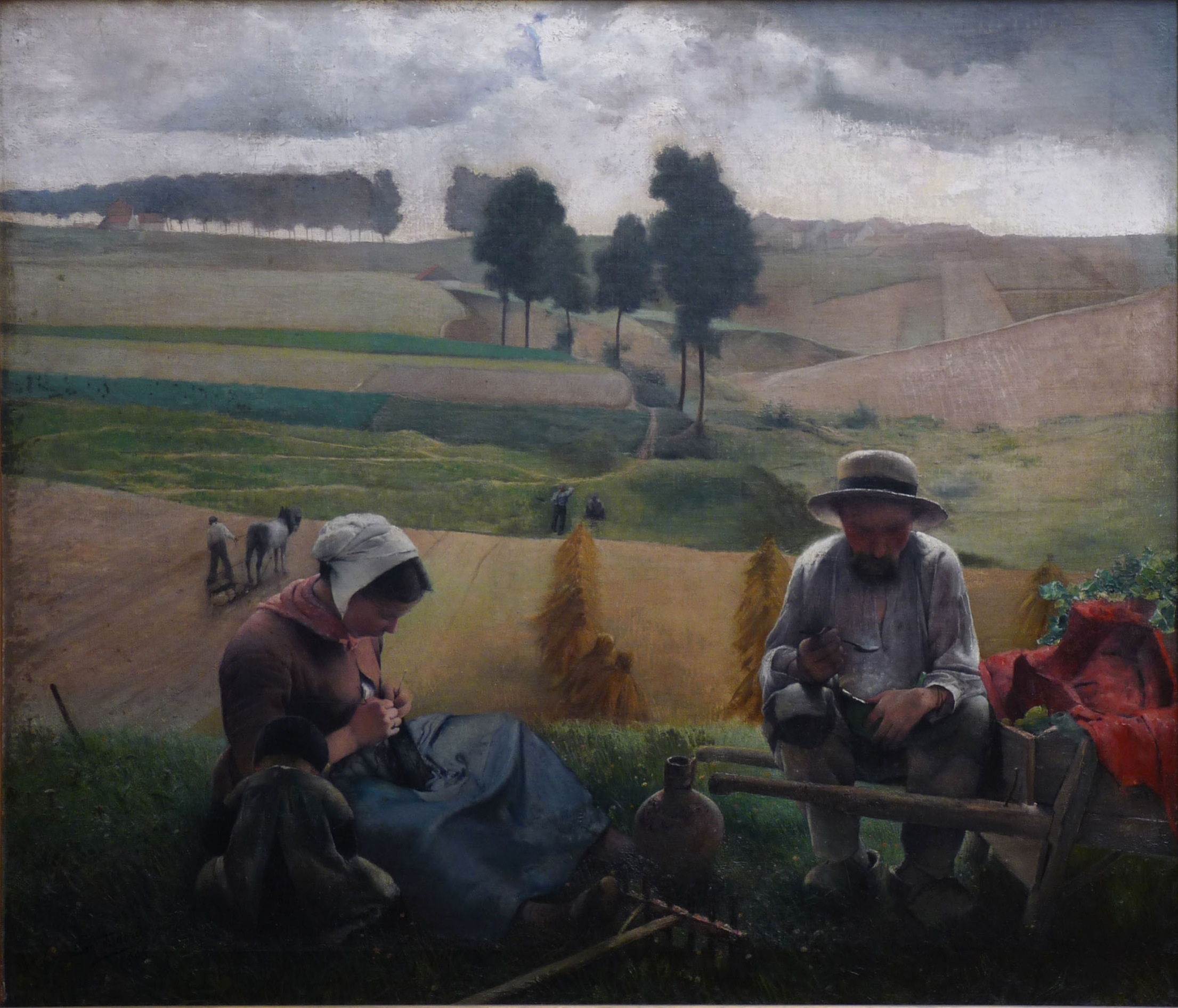
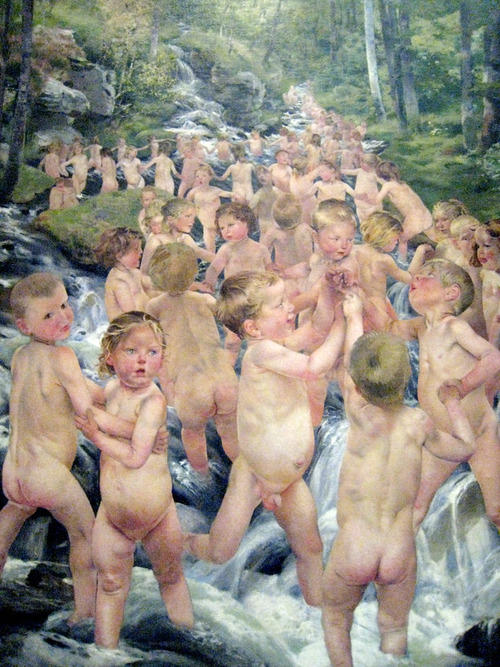
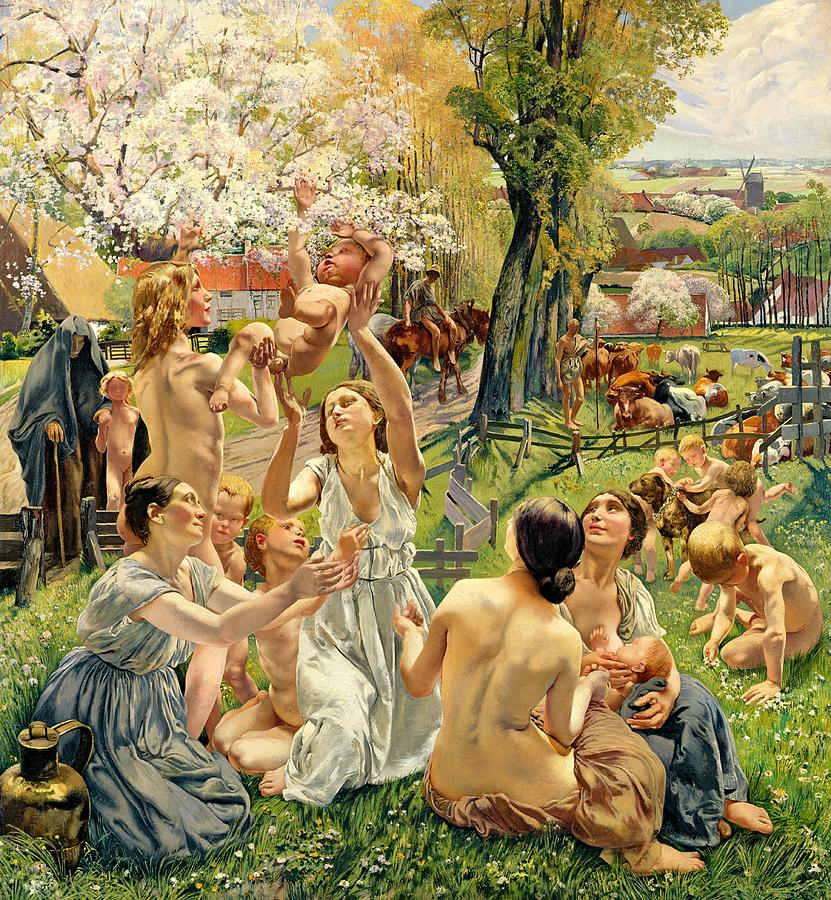
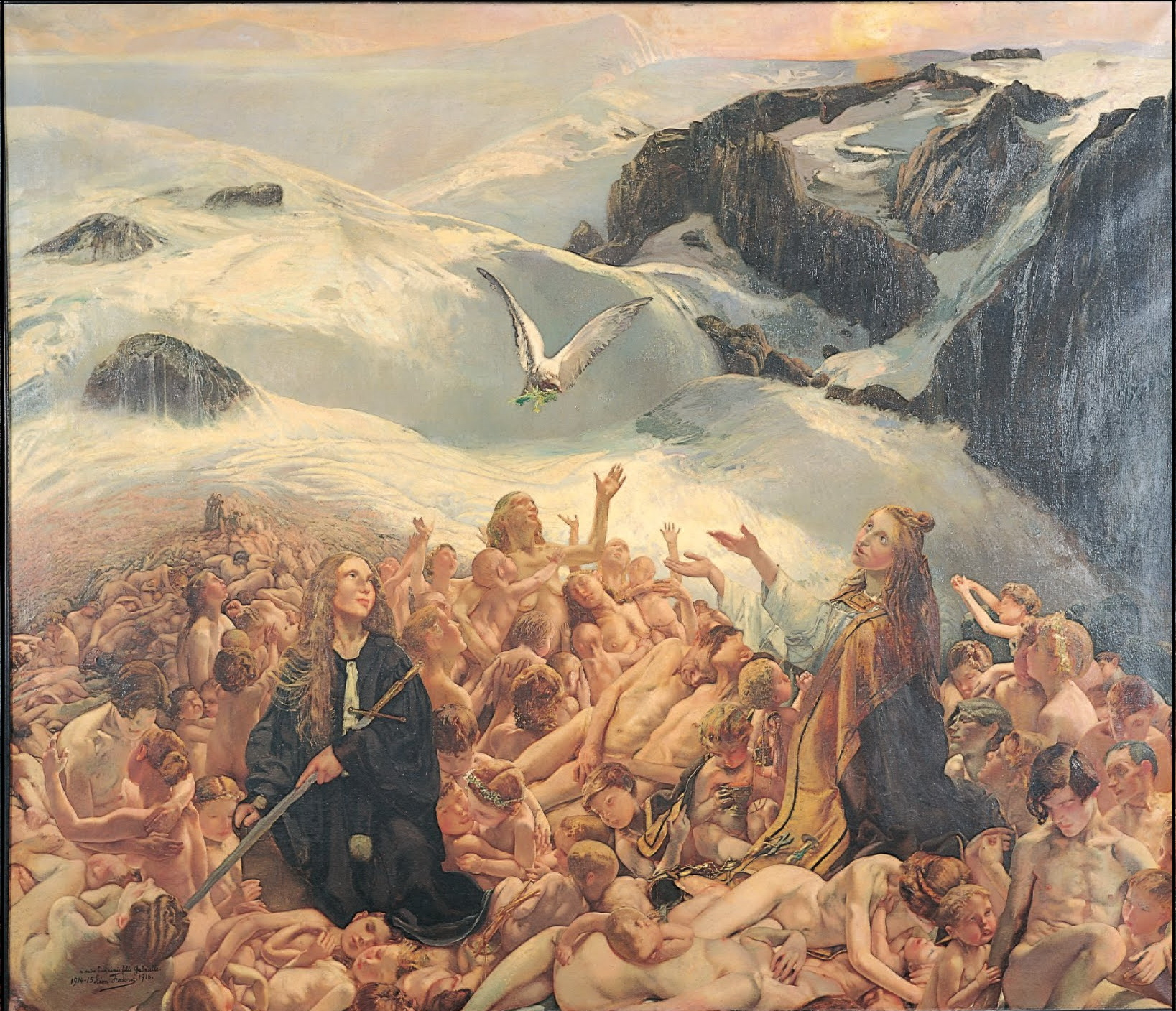
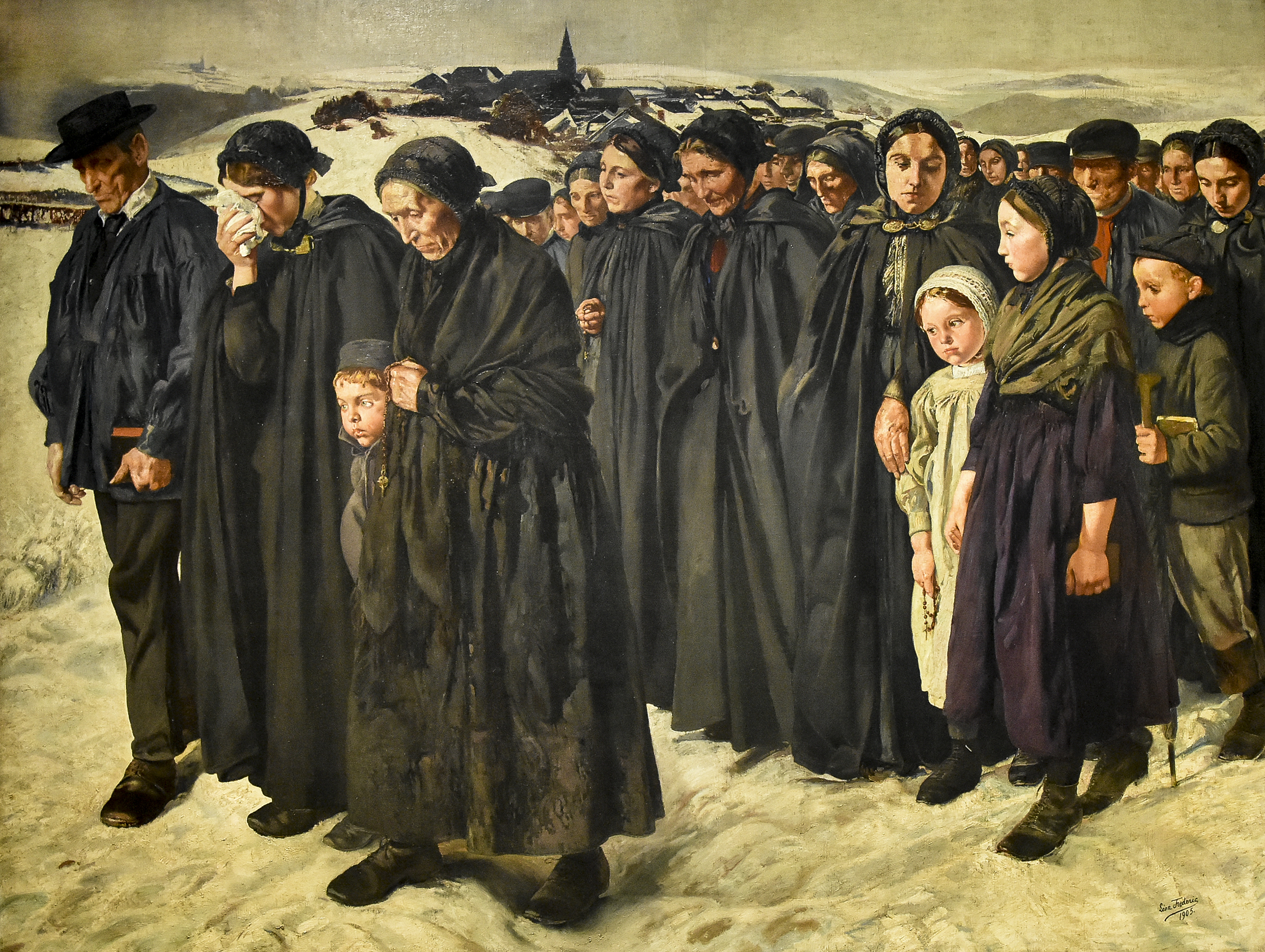